# Gemma Dashwood
Gemma Joan Dashwood (Canberra, 19 de octubre de 1977) es una nadadora paralímpica australiana y doctora en medicina. Nació en Canberra. Compitió en la categoría de discapacidad Les autres debido a su artritis séptica.

## Carrera de natación
Ganó tres medallas de oro en los Juegos Paralímpicos de Atlanta 1996 en las pruebas de 100 m mariposa S10, 400 m estilo libre S10 y 4 × 100 m estilo libre S7-10, por las que recibió una Medalla de la Orden de Australia. En los mismos Juegos, ganó dos medallas de plata en los 100 m estilo libre S10 y 200 m estilo libre SM10. En los Juegos Paralímpicos de Sídney 2000, ganó una medalla de oro en los 400 m estilo libre S10, una medalla de plata en los 200 m estilo libre SM10 y una medalla de bronce en los 4 x 100 m estilo libre 34 puntos.
Obtuvo una beca del Instituto Australiano del Deporte de 1995 a 2000. En 1997 se trasladó a Newcastle para estudiar logopedia en la Universidad de Newcastle y se formó con Bill Nelson. Se hizo miembro del Club de Natación de la Universidad de Newcastle, donde practicó para los juegos de Sídney 2000. Organizó la «Natación en Calendario Paralelo 2000» para elevar el perfil del equipo femenino de natación paralímpico australiano. En 2000, recibió una Medalla Deportiva Australiana.

## Carrera médica
Dashwood se graduó en la Escuela de Gramática Femenina de Canberra en 1995. Se mudó a Newcastle, Nueva Gales del Sur, para estudiar patología del habla en la Universidad de Newcastle. Después de terminar su licenciatura, trabajó en Inglaterra. Regresó a Canberra en 2004 y se inscribió en la clase inaugural de la Facultad de Medicina de la Universidad Nacional Australiana, graduándose en 2007. En 2009, completó su pasantía en ACT Health.
Dashwood tiene interés en la música, toca el órgano y el violonchelo y canta, y toca el violonchelo con la Orquesta de Médicos Australianos.

## Galería

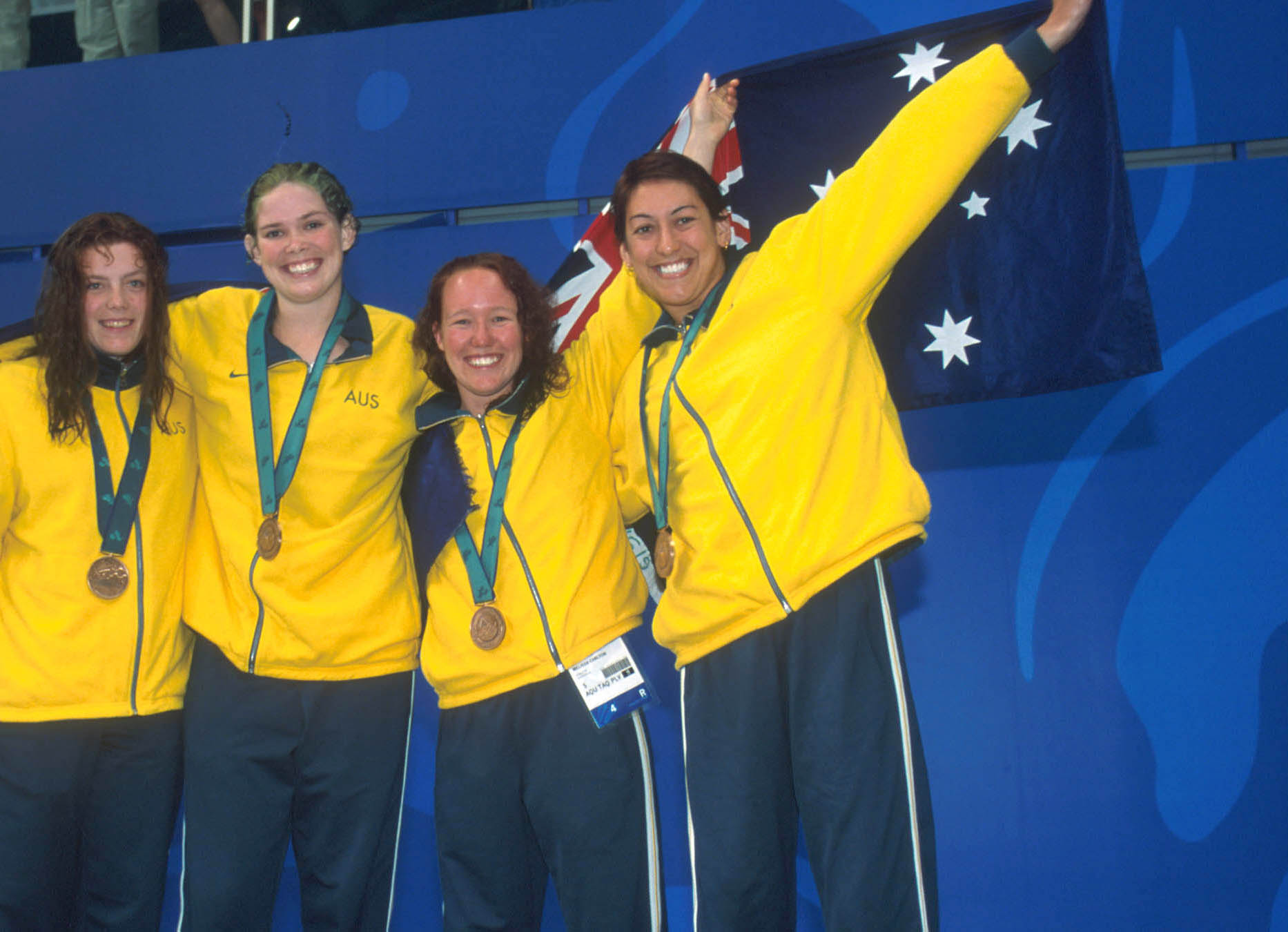
Las nadadoras australianas Gemma Dashwood, Amanda Fraser, Melissa Carlton y Priya Cooper con sus medallas de bronce que ganaron como el equipo femenino de 4 x 100 m de Australia, en los  Juegos Paralímpicos de Sídney 2000.
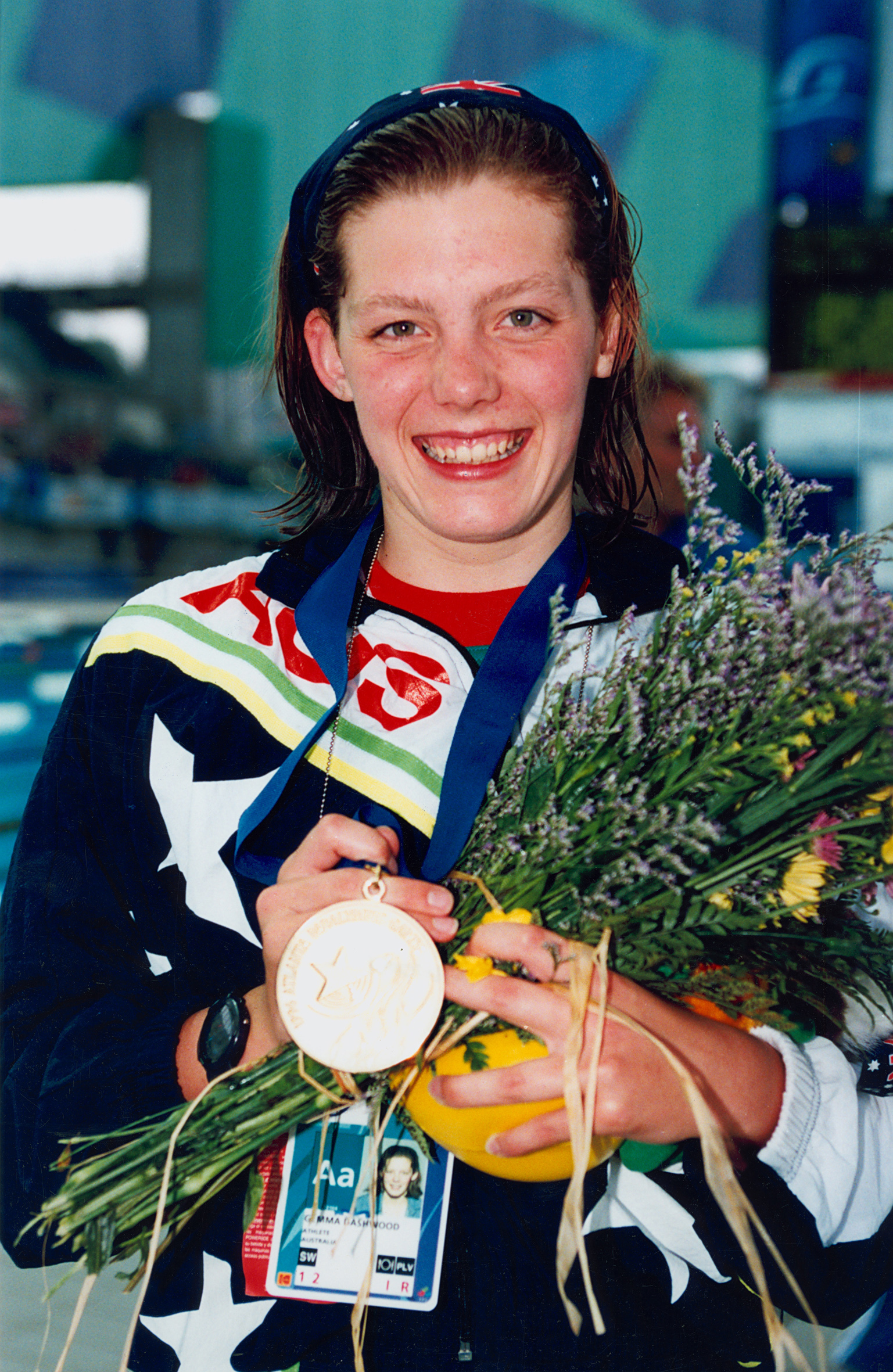
Gemma Dashwood luciendo una de sus dos medallas de oro conseguidas en losJuegos Paralímpicos de Atlanta de 1996.
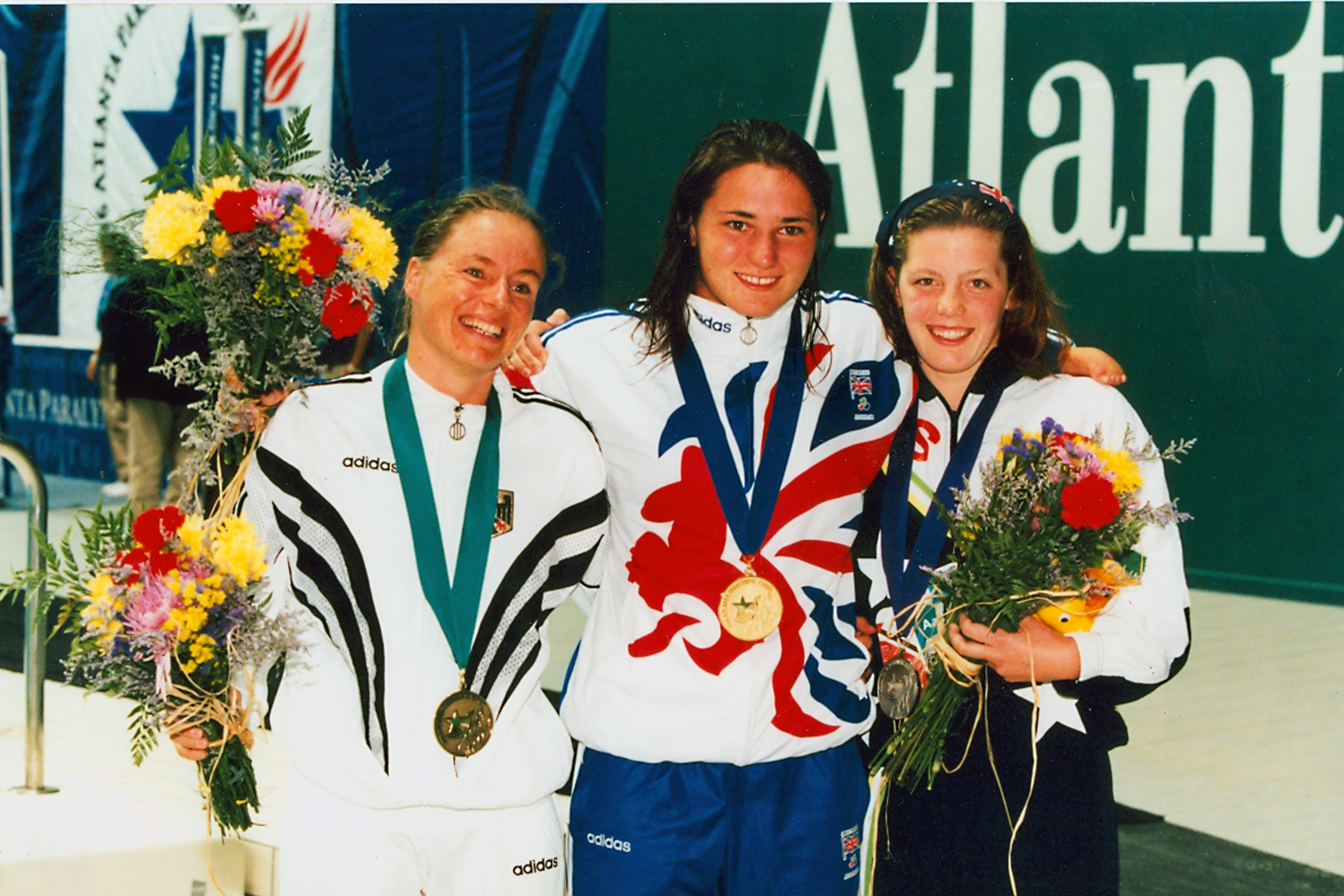
Atletas paralímpicas (de izquierda a derecha) Claudia Hengst, Sarah Bailey y Gemma Dashwood.